# Podgorje (Apače, Slovenija)
Podgorje je naselje u slovenskoj Općini Apači. Podgorje se nalazi u pokrajini Štajerskoj i statističkoj regiji Pomurju. 

## Stanovništvo
Prema popisu stanovništva iz 2002. godine naselje je imalo 117 stanovnika.